# Гетовт Каленикович
Гетовт Каленикович, в хрещенні Андрій (ст.-укр. Кгетовт Каленикович, пол. Getowt Kalenikowicz; пом. після 1528) — руський боярин ВКЛ. 
Син київського боярина Каленика Калениковича, внук К. Мишковича. Вперше згадується під 1488 р. укупі з братом Окушком, коли одержав від великого князя Казимира Ягеллончика 8 коп грошей з київського мита. 24 травня 1497 дістав господарське підтвердження купівлі села Петрковське на В'язині у княгині Федьки Олешківни Іванової N, її зятя й дочки та «іменейце» Суходоли в Мишка Суєтича. У великої княгині Олени Іванівни Гетовт вислужив маєтності «на Ворцы и на Мерех», а пізніше обмінявся ними з Іваном Сапегою на помістя в Полоцькім повіті — Чураки, Березуя, Василевичі, Рукшаничі, Лисково і двір в полоцькому замку, що було затверджено привілеєм Сигізмунда Старого від 13 січня 1517. В 1514 р. одержав «на вічність» 4 чоловіків й дві «пустовські» землі в Браславському повіті замість вотчини, спустошеної татарами. На переписі війська (1528) ставив зі своїх володінь 9 «коней». 
Гетовт залишив по собі синів Томка, Олександра й Матвія — полоцьких зем'ян, і дочку Марію (одружену з Іваном Глібовичем Корсаком, городничим полоцьким). 